# Nai đỏ Tây Tạng
Nai đỏ Tây Tạng (danh pháp khoa học: Cervus canadensis wallichi) còn được gọi là shou là một phân loài của loài nai sừng xám là có nguồn gốc từ phía Nam của cao nguyên Tây Tạng và Bhutan.

## Mô tả
Chỉ có một vài cá thể hươu đực và không có cá thể hươu cái được khoa học biết đến. Một số trong số những mẫu vật của chúng đã được lưu giữ vào đầu thế kỷ 20 tại Luân Đôn - Thủ đô của nước Anh và một vài cá thể trong một sở thú nhỏ phía nam Lhasa. Chúng có kích thước tương đối lớn với chân ngắn và có cái mõm vuông khá lớn.
Lông chúng vào mùa đông là có màu sáng cát cát pha nâu, ngoại trừ khuôn mặt của chúng được phủ bởi lông xám. Nhưng bộ lông của chúng vào mùa hè thì có màu đá xám. Chúng lớn và có mông trắng trong đó có đuôi ngắn, chúng không có những sọc, vành tối giống như những con nai Tứ Xuyên. Những cá thể từ các phần phía đông của dãy núi này có một đường vạch dây lưng đen.

## Phạm vi
Hươu đỏ Tây Tạng, cùng với hươu Tứ Xuyên và hươu đỏ Cam Túc là một hình thức nhóm phía nam của loài hươu Bắc Mỹ. Hươu sống ở miền bắc Bhutan và miền nam Tây Tạng, nơi nó được ghi nhận từ gần Thung lũng Chumbi, Sikkim và từ hồ Mansarovar.
Nó được cho là hoàn toàn tuyệt chủng cho đến khi một đàn nhỏ đã được phát hiện vào năm 1988 ở Bhutan và đông nam Tây Tạng. Phạm vi ban đầu có thể bao phủ nhiều thung lũng nhỏ của sông Brahmaputra ở phía bắc của dãy Himalaya (Sông Yarlung Tsangpo).
Một cuộc khảo sát vào năm 1995 đem tới một phát hiện thú vị, đó là một dân số khoảng 200 cá thể hươu đỏ Tây Tạng vẫn còn tồn tại ở phía bắc của sông Yarlung Tsangpo gần làng Zhenqi. Vì đây là dân số khả thi duy nhất được biết đến của hươu này, một kế hoạch thiết lập một khu bảo tồn để bảo vệ ở đây. Bằng chứng về một số quần khác đã được tìm thấy xung quanh sông Subansiri.